# Sakura Yosozumi
Sakura Yosozumi (四十住 さくら?, Yosozumi Sakura; Iwade, 15 marzo 2002) è una skater giapponese, vincitrice della medaglia d'oro nel park femminile ai Giochi olimpici di Tokyo 2020.

## Carriera
Prende parte alla sua prima competizione internazionale nel 2016 a Tokyo, in occasione del World Cup Skateboarding, dove si classifica al ventinovesimo posto; due anni dopo arriverà sesta nella stessa competizione, tenutasi a Orange.
Tra il 2017 e giugno del 2018 partecipa alle Vans Park Series (VPS), prima a Singapore, dove ottiene la medaglia di bronzo, e poi in Brasile, dove arriva prima, davanti a Yndiara Asp e Brighton Zeuner. Successivamente, Yosozumi arriva terza nel park femminile agli X Games, e ottiene la medaglia d'oro ai Giochi asiatici del 2018.
A settembre del 2019 arriva prima ai Vans Park Series World Championships a Salt Lake City.
Nel 2021 arriva al primo posto nella competizione di park nel Dew Tour di Des Moines, superando la britannica Sky Brown. Nel Dew Tour dell'anno successivo, sarà Brown a superare Yosozumi.
Ai Giochi olimpici di Tokyo conquista la medaglia d'oro nel park femminile, con un punteggio di 60,09, superando la compatriota Kokona Hiraki e Sky Brown.
Nel 2022 partecipa nuovamente agli X Games, prima a Chiba, in Giappone, dove conquista l'oro, e poi in California, dove arriva al secondo posto, dietro Sky Brown.

## Palmarès
- Giochi olimpici

Tokyo 2020:  Oro nel park femminile
- Giochi asiatici

Giacarta 2018: Oro nel park femminile
- Campionato mondiale di skateboard

Nanchino 2018: Oro nel park femminile
San Paolo 2019: Argento nel park femminile
Sharjah 2022: Bronzo nel park femminile
- X Games

Minneapolis 2018: Bronzo nel park femminile
Chiba 2022: Oro nel park femminile
California 2022: Argento nel park femminile
- Dew Tour

Des Moines 2021: 1º posto nel park femminile
Des Moines 2022: 2º posto nel park femminile
- Vans Park Series

Singapore 2017: 3º posto nel park femminile
Brasile 2018: 1º posto nel park femminile
World Championships, Salt Lake City 2019: 1º posto nel park femminile